# Hărman
Hărman (in latino Mons Mellis, in ungherese Szászhermány, in tedesco Honigberg) è un comune della Romania di 4 775 abitanti, ubicato nel distretto di Brașov, nella regione storica della Transilvania.
Il comune è formato dall'unione di 2 villaggi: Hărman, ai piedi del monte Dealui Cetatii (704 m) e Podu Oltului, situato a nord-est del capoluogo sulle rive del fiume Olt ed ai piedi del monte Barabas (663 m).

## Storia
La storia di Harman nei primi decenni del XIII secolo è legata al controllo sulla regione dell'Ordine dei Cavalieri Teutonici, tuttavia, il primo documento che cita il monastero risale al 21 marzo 1240, 15 anni dopo l'espulsione dei Cavalieri. Seguì le sorti della regione sotto i sassoni, resistendo a numerose invasioni grazie alla realizzazione della fortezza, ma nel 1595 fu distrutta da un violento incendio.

## Monumenti e luoghi d'interesse

### Chiesa fortificata di Hărman

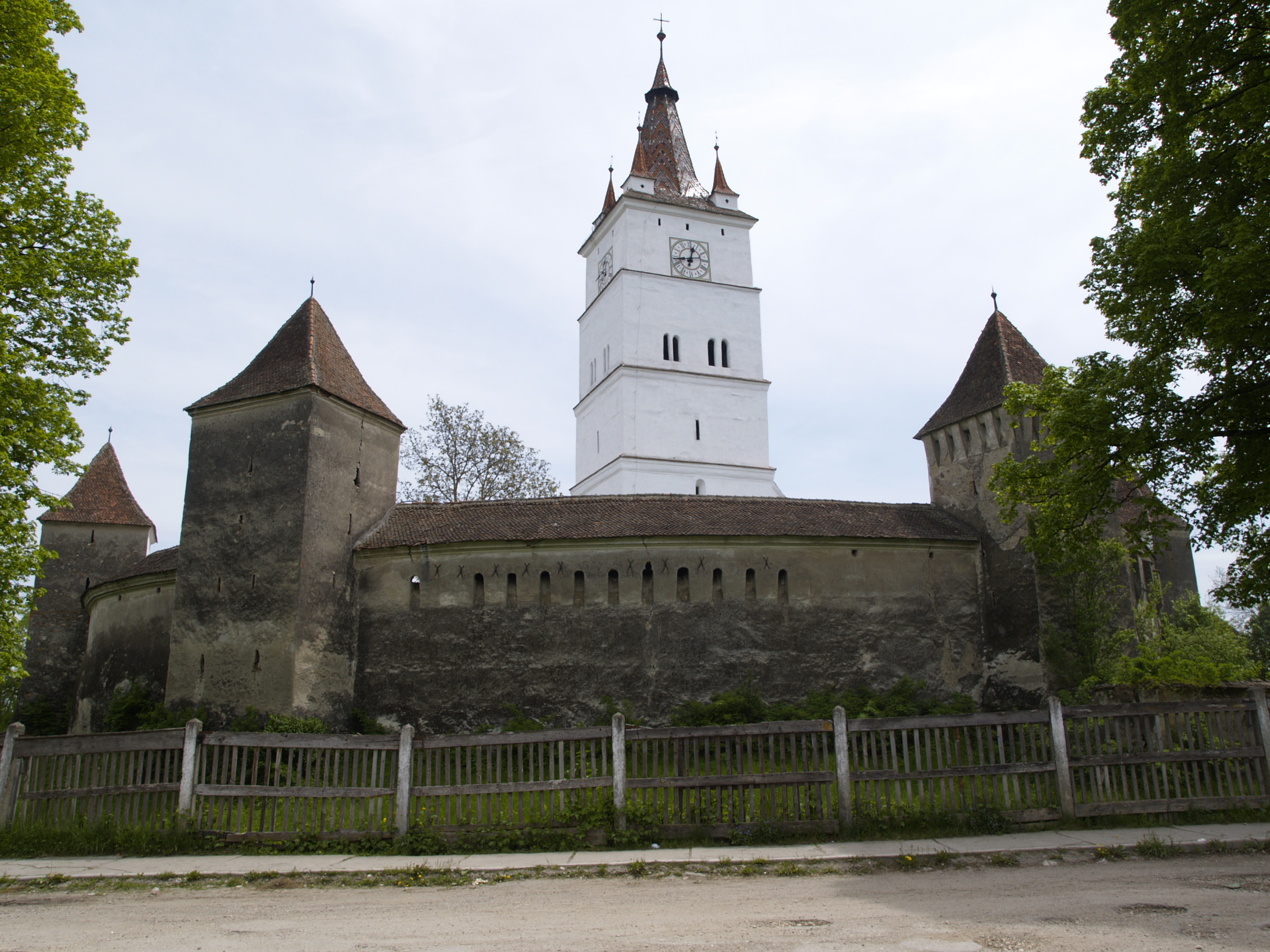
Chiesa fortificata di Harman

È una delle meglio conservate chiese fortificate della Transilvania. Fu iniziata agli inizi del XIII secolo dai Cistercensi passando poi a coloni sassoni che, dopo la cacciata dell'ordine dei Cavalieri Teutonici, completarono la costruzione romanica modificandola in forme gotiche. Nel XV secolo fu aggiunta la prima cerchia muraria che nel corso dei secoli, a seguito di nuove invasioni (prima i mongoli nel 1241 e quindi i turchi dal 1446) divenne una tripla cerchia con alte mura, con sei torri oltre al rivellino d'ingresso e un largo fossato. Il muro più esterno, che ora non esiste più, delimitava il fossato, mentre quelli interni erano alti anche 12 metri; all'interno del recinto murario, dotato di camminamenti di legno, feritoie e caditoie, furono poi addossate piccole costruzioni che servivano come ricovero della popolazione in caso di pericolo. Locali per lo stoccaggio di alimenti e di armi sono ricavati anche sui fianchi della chiesa sopra le navate laterali e vi si accede con scale removibili di legno. Alla chiesa si entra da una porta a sud ma il portale principale di stile tardo gotico, con l'affresco raffigurante un cigno che nutre i piccoli, si trova ad ovest. Sopra l'ingresso si erge l'imponente campanile costruito nel XV secolo e sopraelevato fino a cinque piani due secoli dopo. Curiosi sono l'orologio con una sola lancetta e le quattro piccole guglie attorno alla centrale, simbolo dello ius gladii, concesso al borgo. L'interno è a tre navate con volta del 1595 sulla navata maggiore e ogivali in quelle laterali. Colpiscono subito le caratteristiche e semplici panche riservate ai fedeli ma la chiesa conserva anche preziosi tappeti del XVI-XVII secolo, l'altare maggiore e l'organo, di epoca barocca, doni di Carlo XII, re di Svezia e interessanti pietre tombali scolpite, fra le quali una di una giovane donna morta di peste (1410) e quella di un pastore (1667).

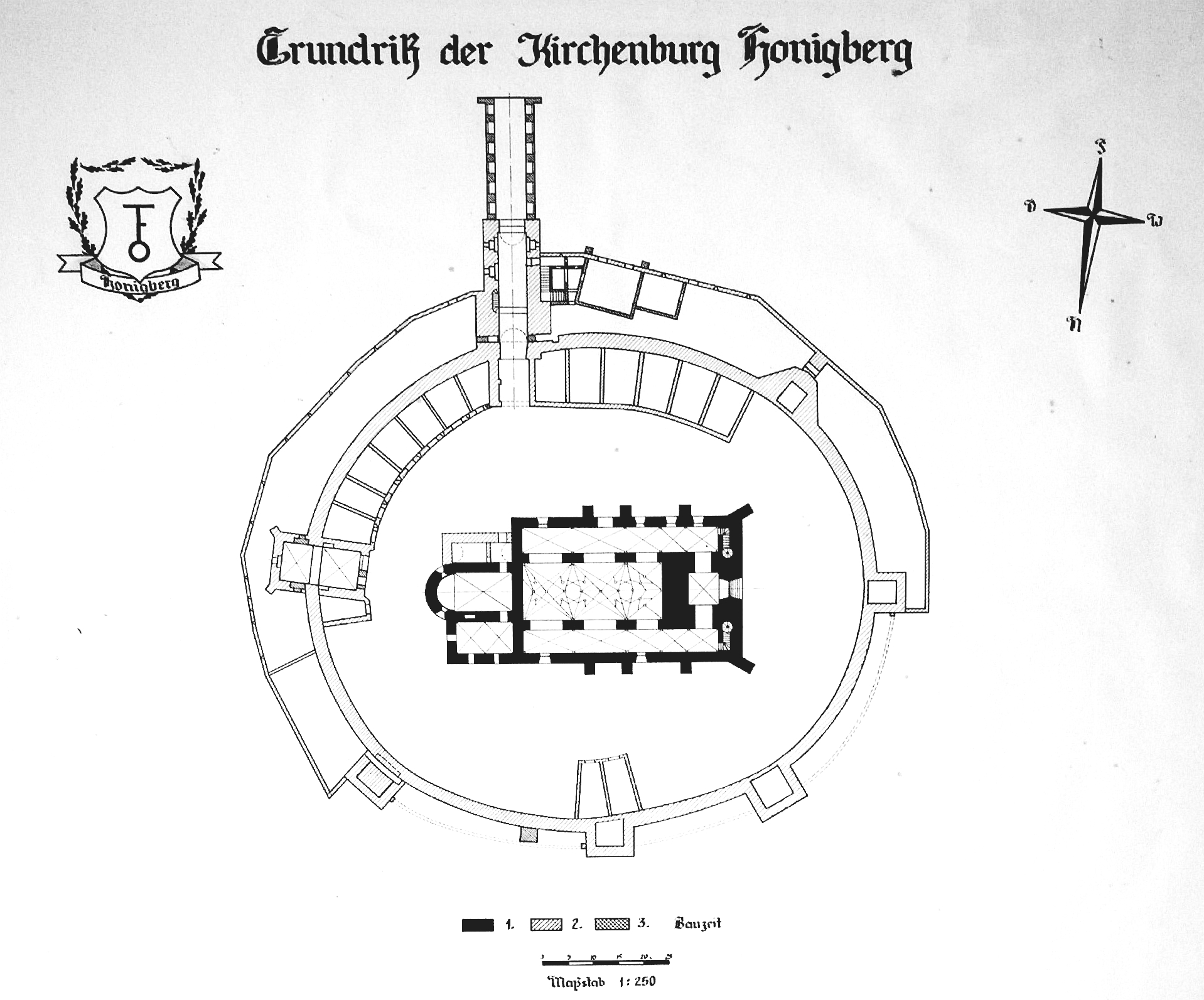
Pianta della chiesa forticata

Nel locale della torre posta ad oriente, chiamata ora la cappella, ed utilizzata un tempo per la conservazione del lardo, è stato riscoperto, verso il 1920, un importante ciclo di affreschi ricoperti dopo la riforma luterana e quindi conservati fino a noi. L'importante ciclo pittorico costituisce una sintesi fra modelli occidentali e bizantini: il tema dominante dei soggetti è quello del Giudizio universale ma non mancano scene della vita della Vergine e degli apostoli, oltre che ad una crocefissione, nella parte di testa.

### Chiesa ortodossa dell'Assunzione
Il bell'edificio fu innalzato nel 1778 su una precedente costruzione di legno ricordata sui documenti del tempo. Ha forme romanico-barocche tranne il tetto a spioventi di ispirazione gotica. L'interno è barocco con dipinti del 1974 di stile bizantino. L'iconostasi presenta quattro preziose icone dipinte ad olio nel 1788 raffiguranti Il Salvatore, La Madonna, L'assunzione ed i Santi Michele e Gabriele incorniciati da profili, cornici e dorature rifatti nel 1974. Si conservano inoltre preziosi libri, calici d'argento ed una croce lignea scolpita su entrambi i lati, risalenti al XVIII secolo.